# Andvaranaut
Andvaranaut a bűvös gyűrű, amely aranyat tud csinálni a skandináv mitológiában. Része az Andvari törpe kincsének. A kincseket Hreidmar kárpótlásul kérte a fiáért, Utterért, akit Loki ölt meg nem tudván, hogy az vidra alakját vette fel. Amikor Loki kikényszerítette a kincseket Andvaritól, az megátkozta a gyűrűt, hogy pusztulást hozzon a tulajdonosára.
Az Eddában így beszél Andvari:
Átkozott az arany,

mely egykor Guszté volt,

végzete lesz ez, halálos,

két hű fivérnek,

ödlingek örömére

sosem válhat,

viszályt hoz kincsem,

senki kedvére nem hajt.
(Guszt Völund egyik mellékneve)
Hreidmart a fiai, Fafnir és Regin ölik meg, majd őket Szigurd, a sárkányölő. Szigurd sem kerülheti el sorsát, őt a sógorai, Gunnar és Högni ölik meg.

## Fordítás
- Ez a szócikk részben vagy egészben  az   Andvaranaut című svéd Wikipédia-szócikk fordításán alapul.  Az eredeti cikk szerkesztőit annak laptörténete sorolja fel. Ez a jelzés csupán a megfogalmazás eredetét és a szerzői jogokat jelzi, nem szolgál a cikkben szereplő információk forrásmegjelöléseként.
- Ez a szócikk részben vagy egészben  az   Andvaranaut) című angol Wikipédia-szócikk fordításán alapul.  Az eredeti cikk szerkesztőit annak laptörténete sorolja fel. Ez a jelzés csupán a megfogalmazás eredetét és a szerzői jogokat jelzi, nem szolgál a cikkben szereplő információk forrásmegjelöléseként.